# Louise de Danemark (1726-1756)
Pour les articles homonymes, voir Louise de Danemark.
Louise de Danemark (19 octobre 1726 – 8 août 1756) était une princesse danoise, fille du roi Christian VI et de son épouse Sophie-Madeleine de Brandebourg-Culmbach. Après son mariage avec Ernest-Frédéric III de Saxe-Hildburghausen, elle est devenue duchesse de Saxe-Hildburghausen.

## Biographie
Louise a été décrite par les diplomates étrangers comme une personne très vive, peu adaptée à la rigide cour de ses parents. Ses relations avec parents n'étaient pas bonnes, en raison de leurs personnalités différentes. Elle n'aimait pas la sévérité des coutumes de la cour ; son père se plaignait de sa « nature rebelle » dans une lettre à son ami le comte Christian Günther Stolberg. Louise a joué un rôle majeur dans le délicat jeu diplomatique qui a été mené par Christian VI.

### Le scandale et le mariage
Initialement, elle était destinée à se marier au plus jeune fils de George II de Grande-Bretagne, le duc de Cumberland. Mais ce plan a été abandonné à la suite de la tentative de Christian VI de faire d'elle la reine de Suède lors de la vacance du trône suédois en 1742-43 en la fiançant avec le prince de Deux-Ponts-Birkenfeld, qui était candidat au trône. Le prince de Mecklembourg a été également considéré comme une option appropriée. Cependant, aucun de ces plans n'ont vu le jour, car Adolphe-Frédéric de Suède a été élu roi en 1743 par le Riksdag suédois, et Christian VI a refusé de lui donner sa fille.
Sous le règne de son frère Frédéric V de Danemark en 1749, Louise a eu une liaison et, éventuellement, un enfant avec un valet de chambre de la famille Ahlefeldt, qui a ensuite été condamné à une peine d'emprisonnement pour son audace. Plus tard cette année, elle a été hâtivement mariée à Ernest-Frédéric III de Saxe-Hildburghausen, avec une dot importante pour hâter le mariage, et calmer le scandale. Ils se sont mariés au palais Hirschholm, au nord de Copenhague, le 1er octobre 1749.

### La duchesse de Saxe-Hildburghausen
Comme duchesse de Saxe-Hildburghausen, elle a tenu une cour, connue pour son étiquette formelle. Elle a été décrite comme fière et dépensant de façon royale, en s'amusant avec des ballets, des mascarades, des bals, des chasses et des jeux.
Elle est décédée le 8 août 1756 après avoir donné naissance à un seul enfant qui meurt au bout d'un mois : la princesse Frédérique-Sophie Julienne Caroline (5 décembre 1755 – 10 janvier 1756).